# Vena-cava-Kompressionssyndrom
Das Vena-cava-Kompressionssyndrom, auch Hypotensives Syndrom oder Cava-Syndrom, ist unter anderem eine Schwangerschaftskomplikation und beschreibt dann eine Kreislaufstörung der Mutter durch Druck des Kindes in der Gebärmutter auf die untere Hohlvene (Vena cava inferior) mit Behinderung des Blutflusses zum Herzen. Es kann auch durch Raumforderungen im Bauchraum oder Brustkorb ausgelöst werden.
Das Kompressionssyndrom der Vena cava tritt hauptsächlich gegen Ende der Schwangerschaft (bei entsprechendem Gewicht des Kindes) auf, wenn die Mutter sich längere Zeit in Rückenlage befindet. Durch Druck des Kindes auf die hinter der Gebärmutter verlaufende Vena cava wird der venöse Rückstrom zum Herzen behindert; es kommt zu Kreislaufproblemen (Blutdruckabfall, Schwindel, Herzrasen) bis hin zum Schock und zur Bewusstlosigkeit.
Diese Erkrankung kann in extremen Fällen für Mutter und Kind lebensbedrohlich sein bzw. aufgrund der Mangelversorgung des Kindes eine Frühgeburt auslösen, lässt sich aber in der Regel durch geeignete Lagerung der Schwangeren binnen weniger Minuten beheben. Zur Entlastung der Vena cava inferior ist die Schwangere in Seitenlage zu bringen, wobei aufgrund der Lage der Vene das Liegen auf der linken Seite zu bevorzugen ist. Zur Vorbeugung empfiehlt es sich, längeres Liegen auf dem Rücken zu vermeiden.
Ein solches Syndrom ist auch durch andere Vorgänge auslösbar. Sehr selten kommt es z. B. im Rahmen eines abdominellen Compartments zur Verdrängung der Hohlvene. Mittel der Wahl wäre hier eine chirurgische Entlastung.
Das Vena-cava-Kompressionssyndrom mit dem Syndrom der oberen Einflussstauung (Vena-cava-superior-Syndrom) kann auch Folge eines fortgeschrittenen Bronchialkarzinoms sein, wobei eine Einengung (Stenose) der oberen Hohlvene vorliegt. Bei einem solchen (onkologischen) Notfall kann die über eine Schenkelvene oder Halsvene durchgeführte Implantation eines (selbstexpandieren) Gefäßstents (Gianturco-Z-Stent oder Wallstent) die Stenose beseitigen. Bei Palliativpatienten im Endstadium einer solchen Tumorerkrankung kann somit in den meisten Fällen eine schnelle Besserung des Zustandes erreicht werden.